# Gartentrupial

Verbreitungsgebiet:
Gelb: Brutgebiet
Blau: Überwinterungsgebiet

Der Gartentrupial (Icterus spurius) ist eine in Nord-, Mittel- und Südamerika vorkommende Singvogelart aus der Familie der 
Stärlinge (Icteridae). 

## Beschreibung

### Aussehen
Männliche Gartentrupiale erreicht eine Gesamtlänge von 15 bis 18 Zentimetern. Das Gewicht variiert zwischen 16 und 25 Gramm. Adulte Männchen sind an Kopf, Hals, oberem Brustbereich, am Nacken und Rücken sowie an den Steuerfedern schwarz gefärbt. Der untere Brustbereich, der Bauch, die Flanken und der Bürzel sind kräftig rot orange gefärbt. Die Flügel sind in erster Linie schwarz, mit Ausnahme eines rot orangen Schulterflecks, einer weißen Flügelbinde und einigen weißen Handschwingen. Es besteht ein auffälliger Sexualdimorphismus, da die Zeichnung der Weibchen insgesamt wesentlich kontrastärmer und farblich blasser ausfällt. Bei ihnen zeigt sich ein überwiegend gelbliches Gefieder. Der Rücken und die Flügel haben eine olivbraune oder graugrüne bzw. bräunliche Farbe. Die Iris ist bei beiden Geschlechtern schwarzbraun. Schnabel, Beine und Füße sind blaugrau.

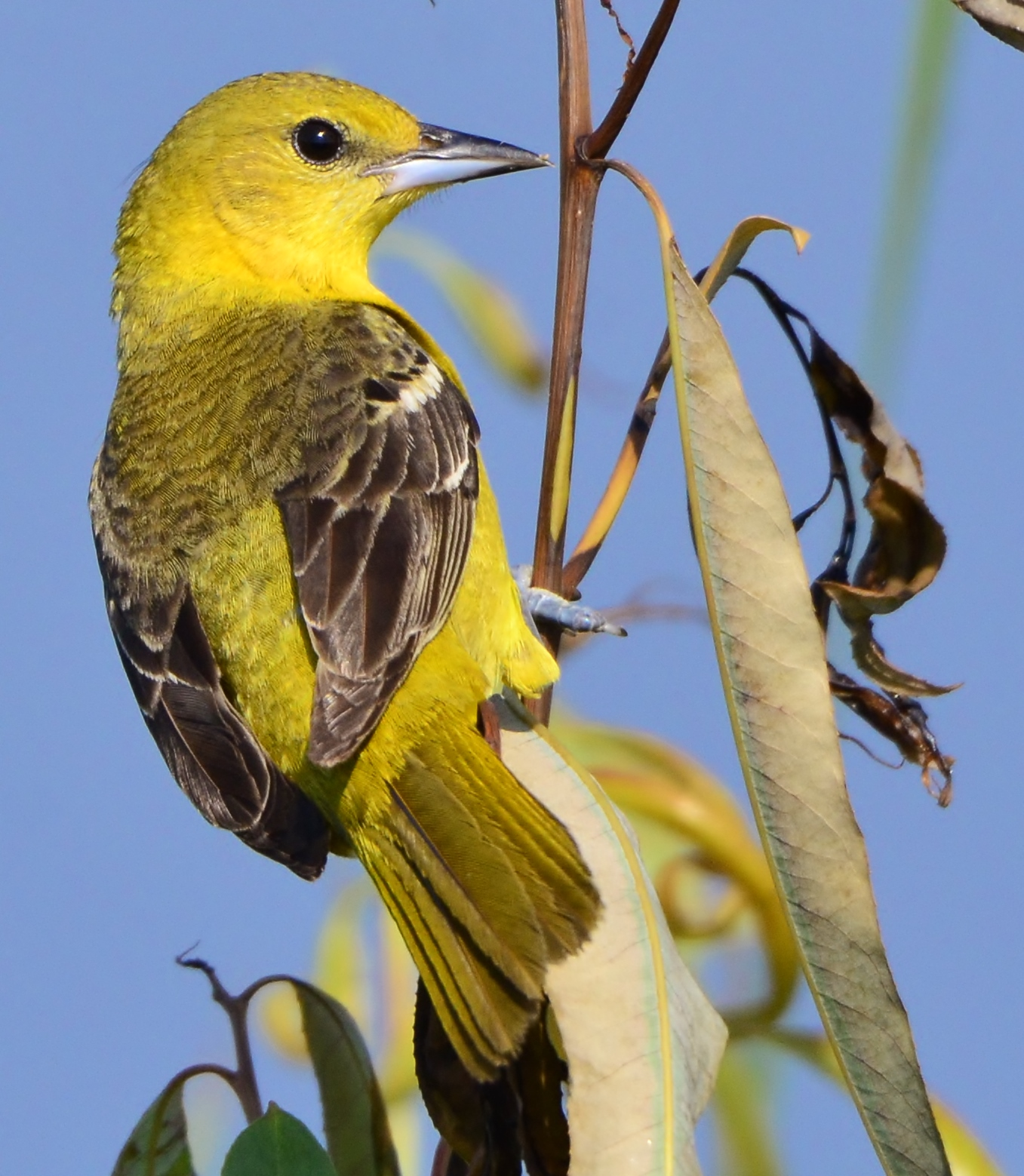
Weibchen
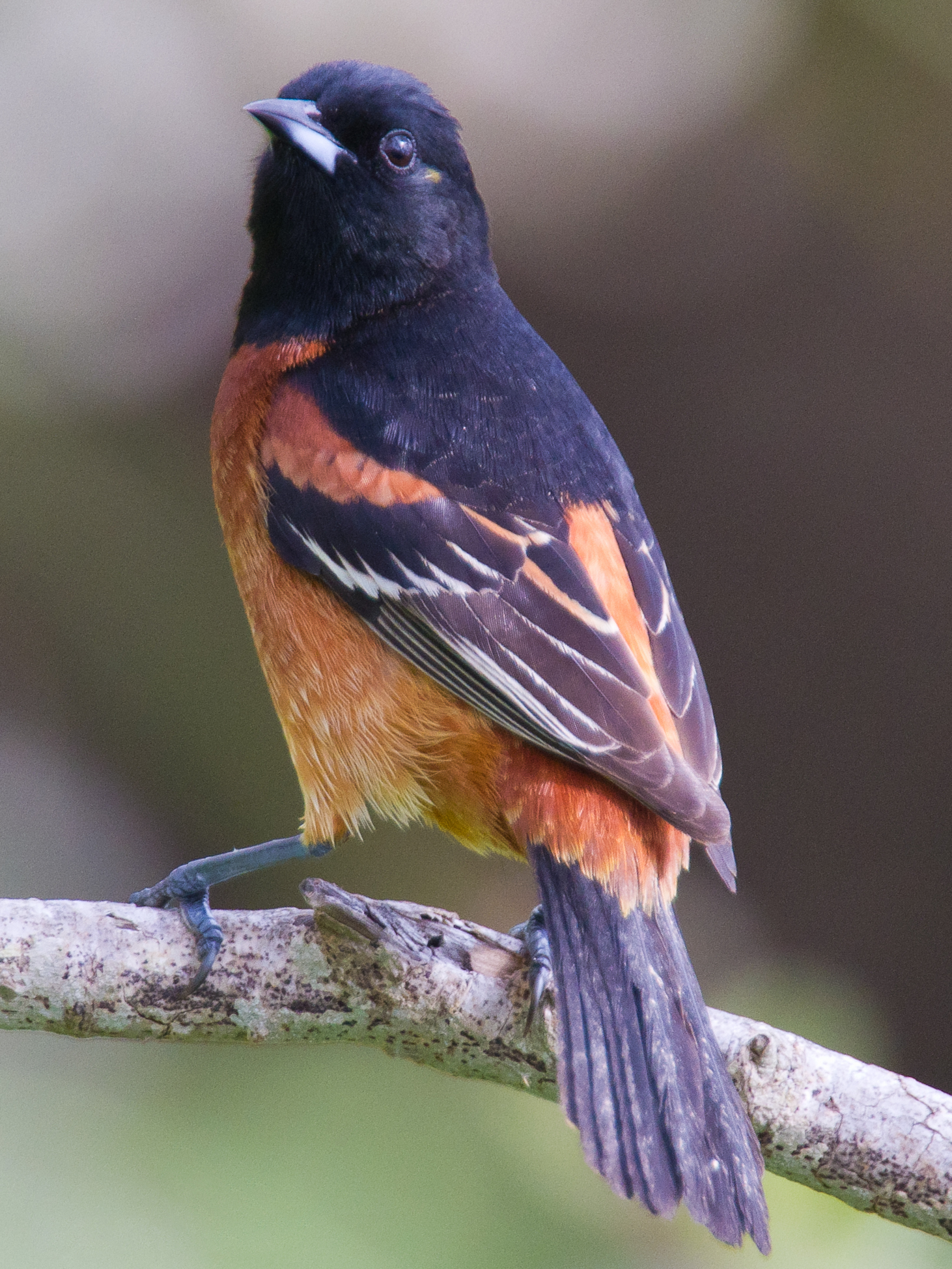
Männchen

### Lautäußerungen
Der Gesang des Gartentrupials ist eine laute, melodische Aneinanderreihung von Pfeiftönen. Zuweilen ist auch ein krächzendes „Schäckern“ zu hören, das meist als Alarmruf dient.
- Gesangsbeispiel 1
- Gesangsbeispiel 2

## Verbreitung und Lebensraum
Die Brutgebiete der Gartentrupiale umfassen den mittleren Süden Kanadas, die mittleren und östlichen US-Bundesstaaten und reichen im Süden bis in den Norden Mexikos. Die Überwinterungsgebiete liegen weiter südlich und reichen bis Kolumbien und Venezuela. Die Art lebt bevorzugt in offenen Waldlandschaften, in Gärten und Parkanlagen sowie an den Rändern von Flüssen und Seen.

## Lebensweise
Die Vögel leben paarweise zusammen, brüten jedoch meist in kleinen Kolonien. Sie ernähren sich in erster Linie von verschiedenen Insekten sowie gelegentlich von Beeren, Samen und Blütennektar.
Ab Februar kehren die Gartentrupiale aus ihren Winterquartieren zurück und beginnen bald mit der Paarung. Das Nest wird an der Spitze von Zweigen oder in Astgabeln in Form eines hängenden Beutels aus Pflanzenfasern und elastischen dünnen Zweigen gefertigt. Es wird vom Weibchen innerhalb von sechs Tagen gewebt. Die Gelegeanzahl besteht aus zwei bis sieben Eiern, die überwiegend im Mai gelegt werden. Die Eier haben eine hellblaue Farbe und sind mit einigen kleinen violetten oder braunen Flecken versehen. Eine zweite Brut erfolgt in der Regel nicht. Die Brutzeit beträgt 12 bis 14 Tage. Während dieser Zeit wird das Weibchen vom Männchen mit Nahrung versorgt. Beide Eltern füttern die Nestlinge, die nach 11 bis 14 Tagen ausfliegen. Im Herbst ziehen sich die Vögel in großen Gruppen in ihre Winterquartiere zurück.

## Gefährdung
Der Gartentrupial ist in seinen Verbreitungsgebieten nicht selten und wird demzufolge von der Weltnaturschutzorganisation IUCN als  „least concern = nicht gefährdet“ klassifiziert. Er ist vom United States Fish and Wildlife Service gemäß dem Migratory Bird Treaty Act geschützt.

## Unterarten
Früher wurden folgende Unterarten wurden unterschieden:
- Icterus spurius phillipsi Dickerman & Warner, 1962[6]
- Icterus spurius spurius (Linnaeus, 1766)[7]

Heute werden beide als Synonyme betrachtet.